# Тартогайський сільський округ
Тартога́йський сільський округ (каз. Тартоғай ауылдық округі, рос. Тартогайский сельский округ) — адміністративна одиниця у складі Шиєлійського району Кизилординської області Казахстану. Адміністративний центр — село Тартогай.
Населення — 2167 осіб (2021; 2441 у 2009, 2950 у 1999, 2842 у 1989).
Станом на 1989 рік існувала Тартогайська сільська рада (села Бектас, Когали, Тартогай). Пізніше село Когали утворило окремий Когалинський сільський округ. 2024 року ліквідовано села Кирпичний завод та Ферма 2, селище Роз'їзд 18.

## Склад
До складу округу входять такі населені пункти:
| Населений пункт              | Колишні назви | Населення, осіб (1989) | Населення, осіб (1999) | Населення, осіб (2009) | Населення, осіб (2021) |
| ---------------------------- | ------------- | ---------------------- | ---------------------- | ---------------------- | ---------------------- |
| Кирпичний завод, село        | Бектас        | 316                    | 352                    | 411                    | 345                    |
| Роз'їзд 18, станційне селище | -             | -                      | 65                     | 29                     | 6                      |
| Тартогай, село               | -             | 2526                   | 2219                   | 1803                   | 1723                   |
| Ферма 2, село                | -             | -                      | 314                    | 198                    | 93                     |